# Zum Kothen
Zum Kothen ist eine Hofschaft in der bergischen Großstadt Wuppertal. 

## Lage und Beschreibung
Die Hofschaft liegt im Nordwesten der Stadt auf 177 m ü. NHN an der Straße Zur Kohleiche im Westen des Wohnquartiers Eckbusch des Stadtbezirks Uellendahl-Katernberg nahe der Stadtgrenze zu Wülfrath. Am Ort vorbei verläuft die Bundesautobahn 535, die am Ort auf einer hohen Brücke das Tal des Brucher Bachs überquert.
Benachbarte Wohnplätze und Ortschaften sind Schloss Aprath, Obenaprath, Theisbruch, Neuenhaus, Koxhof, Schmalt, Großhöfchen, Kohleiche, Zum Löh, Melandersbruch, Hixter, Kotthaus, Wiesenhaus, Frankholzhäuschen, Kohleiche und das Gut Steinberg. Das ebenfalls benachbarte Steinbergsspliß ist abgegangen.

## Etymologie und Geschichte
Kothen ist eine Form von Kotten.
Auf der Topographia Ducatus Montani des Erich Philipp Ploennies aus dem Jahre 1715 ist der Hof als z.Kothen eingezeichnet. Auf der Topographischen Aufnahme der Rheinlande von 1824 ist der Ort als a. Cierten und auf der Preußischen Uraufnahme von 1843 als Kotten beschriftet. Auf Messtischblättern trägt der bis Mitte des 20. Jahrhunderts den Namen Kothen, danach den Namen Zum Kothen.
Im 19. Jahrhundert gehörte Zum Kothen zu der Honschaft Oberdüssel der Bürgermeisterei Wülfrath. Damit gehörte es von 1816 bis 1861 zum Kreis Elberfeld und ab 1861 zum alten Kreis Mettmann. Zum Kothen lag unmittelbar an der Grenze zwischen Oberdüssel und der Gemeinde Sonnborn, die 1880 in Vohwinkel umbenannt wurde.
1888 lebten in Zum Kothen drei Einwohner in einem Wohnhaus. Der Ort wird zu dieser Zeit Kothen genannt.
Mit der Kommunalreform von 1929 wurde der östliche Teil der Gemarkung Oberdüssel um Zum Kothen von Wülfrath abgespalten und in die neu gegründete Stadt Wuppertal eingemeindet. 
1990 wurde auf einem tiefen Einschnitt an Kohleiche vorbei der Lückenschluss der Bundesstraße 224n zwischen Velbert und Wuppertal fertiggestellt. Für den Bau der Schnellstraße mussten Teile von zum Kothen abgetragen werden. Nach Fertigstellung wurde die 2007 zur Bundesautobahn 535 hochgestuft.